# Physoceras perrieri
Physoceras perrieri är en orkidéart som beskrevs av Rudolf Schlechter. Physoceras perrieri ingår i släktet Physoceras och familjen orkidéer. Inga underarter finns listade i Catalogue of Life.